# Nami Otake
Nami Otake (大竹 七未, Ōtake Nami, Machida, 30 juli 1974) is een Japans voormalig voetbalster.

## Carrière
Otake speelde voor onder meer Nippon TV Beleza (de vrouwenvoetbalclub van Tokyo Verdy).
Zij nam met het Japans vrouwenvoetbalelftal deel aan de wereldkampioenschappen in 1995 en daar stond zij in drie de wedstrijden van Japan. Japan uitgeschakeld in de eerste knock-outronde door de Verenigde Staten. Zij nam met het Japans vrouwenvoetbalelftal deel aan de Olympische Zomerspelen in 1996. Zij speelde de wedstrijd tegen Brazilië. Japan werd uitgeschakeld in de groepsfase. Zij nam met het Japans vrouwenvoetbalelftal deel aan de wereldkampioenschappen in 1999. Zij speelde alle drie de Japanse wedstrijden en zij scoorde in het 1-1-gelijkspel tegen Canada.

## Statistieken
| Japans vrouwenvoetbalelftal | Japans vrouwenvoetbalelftal | Japans vrouwenvoetbalelftal |
| Jaar                        | Wed.                        | Dlp.                        |
| --------------------------- | --------------------------- | --------------------------- |
| 1994                        | 6                           | 3                           |
| 1995                        | 8                           | 4                           |
| 1996                        | 7                           | 0                           |
| 1997                        | 6                           | 6                           |
| 1998                        | 9                           | 5                           |
| 1999                        | 10                          | 11                          |
| Totaal                      | 46                          | 29                          |